# Burned-over district
 (juin 2023).
La mise en forme du texte ne suit pas les recommandations de Wikipédia : il faut le « wikifier ».
Les points d'amélioration suivants sont les cas les plus fréquents. Le détail des points à revoir est peut-être précisé sur la page de discussion.
- Les titres sont pré-formatés par le logiciel. Ils ne sont ni en capitales, ni en gras.
- Le texte ne doit pas être écrit en capitales (les noms de famille non plus), ni en gras, ni en italique, ni en « petit »…
- Le gras n'est utilisé que pour surligner le titre de l'article dans l'introduction, une seule fois.
- L'italique est rarement utilisé : mots en langue étrangère, titres d'œuvres, noms de bateaux, etc.
- Les citations ne sont pas en italique mais en corps de texte normal. Elles sont entourées par des guillemets français : « et ».
- Les listes à puces sont à éviter, des paragraphes rédigés étant largement préférés. Les tableaux sont à réserver à la présentation de données structurées (résultats, etc.).
- Les appels de note de bas de page (petits chiffres en exposant, introduits par l'outil «  Source ») sont à placer entre la fin de phrase et le point final[comme ça].
- Les liens internes (vers d'autres articles de Wikipédia) sont à choisir avec parcimonie. Créez des liens vers des articles approfondissant le sujet. Les termes génériques sans rapport avec le sujet sont à éviter, ainsi que les répétitions de liens vers un même terme.
- Les liens externes sont à placer uniquement dans une section « Liens externes », à la fin de l'article. Ces liens sont à choisir avec parcimonie suivant les règles définies. Si un lien sert de source à l'article, son insertion dans le texte est à faire par les notes de bas de page.
- La présentation des références doit suivre les conventions bibliographiques. Il est recommandé d'utiliser les modèles {{Ouvrage}}, {{Chapitre}}, {{Article}}, {{Lien web}} et/ou {{Bibliographie}}. Le mode d'édition visuel peut mettre en forme automatiquement les références.
- Insérer une infobox (cadre d'informations à droite) n'est pas obligatoire pour parachever la mise en page.

Pour une aide détaillée, merci de consulter Aide:Wikification.
Si vous pensez que ces points ont été résolus, vous pouvez retirer ce bandeau et améliorer la mise en forme d'un autre article.

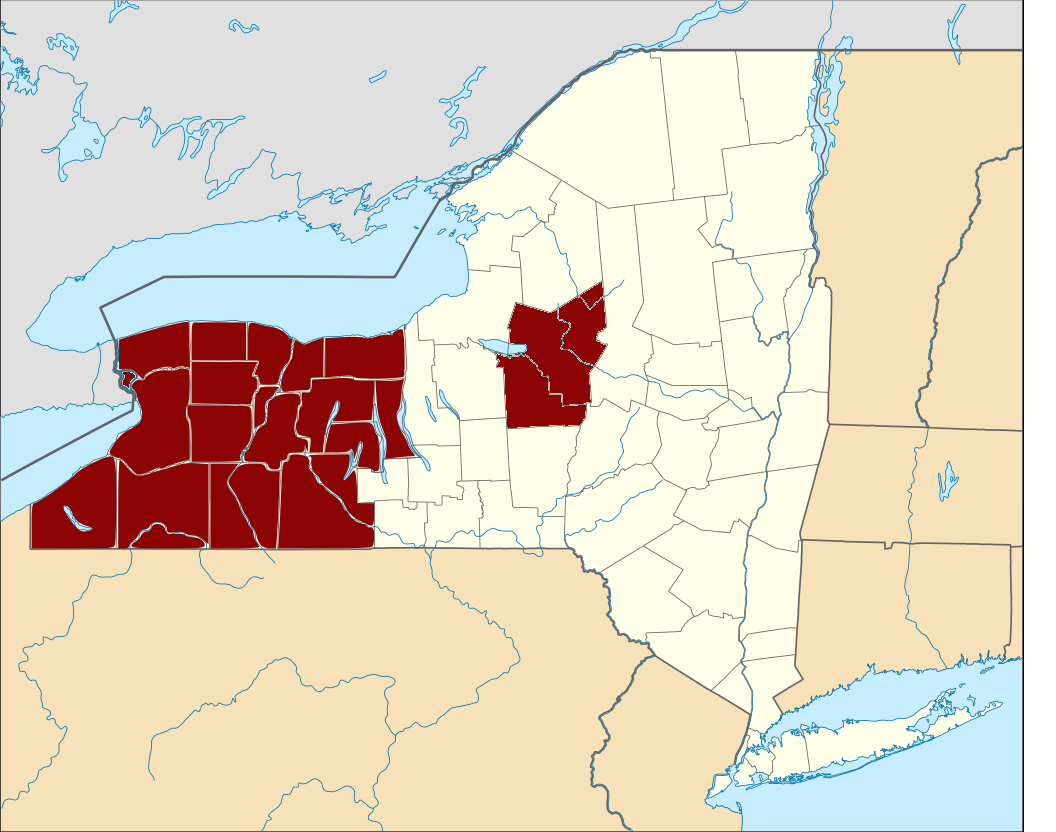
Carte montrant les comtés de New York considérés comme faisant partie du « district incendié ».

Le terme burned-over district est une expression américaine pouvant être traduit par « district incendié » qui fait référence aux régions de l'ouest et du centre de l'État de New York au début du XIXe siècle, où les réveils religieux et la formation de nouveaux mouvements religieux du Second Grand Réveil ont eu lieu, à tel point que la ferveur spirituelle semblait mettre le feu à la région.
Charles Grandison Finney (1792–1875) a popularisé le terme: son livre posthume de 1876 Autobiography of Charles G. Finney faisait référence à un « district brûlé » pour désigner une zone du centre et de l'ouest de l'État de New York pendant le Second Réveil :
"J'ai trouvé cette région du pays que, dans l'expression occidentale, on appellerait un " district brûlé ". Il y avait eu, quelques années auparavant, une agitation folle qui traversait cette région, qu'ils appelaient un renouveau de la religion, mais qui s'est avérée fallacieuse." (...) "Il a été rapporté comme ayant été une excitation très extravagante ; et a entraîné une réaction si étendue et profonde, qu'elle a laissé l'impression sur de nombreux esprits que la religion n'était qu'une simple illusion. Un grand nombre d'hommes semblaient fixés dans cette conviction. Prenant ce qu'ils avaient vu comme un spécimen d'un renouveau de la religion, ils se sont sentis justifiés de s'opposer à tout ce qui visait à promouvoir un renouveau."
Ces faux mouvements ont créé des sentiments d'appréhension envers les réveils dans lesquels Finney était influent en tant que prédicateur.
Dans les références où le renouveau religieux est mentionné il est lié aux mouvements réformateurs de l'époque, tels que l'abolition de l'esclavage, les droits des femmes, les expérimentations sociales utopiques, l'anti-maçonnerie, le mormonisme, la prohibition, le végétarisme, l'adventisme du septième jour et les expérimentations socialistes, la région "brûlée" s'étend jusqu'à inclure des zones du centre de New York qui étaient importantes pour ces mouvements.
L'étude historique du phénomène a commencé avec Whitney R. Cross, en 1951,.
Une étude ultérieure dans le dernier quart du XXe siècle a réévalué la mesure dans laquelle la ferveur religieuse affectait réellement la région. Linda K. Pritchard utilise des données statistiques pour montrer que, par rapport au reste de l'État de New York, à la vallée de la rivière Ohio dans le bas Midwest et à l'ensemble des États-Unis, la religiosité du « district incendié » était plutôt typique qu'exceptionnelle. Des travaux plus récents ont soutenu que ces réveils dans l'ouest de New York avaient un impact unique et durable sur la vie religieuse et sociale de toute la nation,,.

## Religion
L'ouest de New York était encore une région enclavée des États-Unis au début du boum commercial créé par le canal Érié, et le clergé professionnel et établi était rare. Beaucoup d'autodidactes étaient sensibles aux enthousiasmes de la religion populaire. Les évangélistes gagnèrent de nombreux convertis aux sectes protestantes, telles que les congrégationalistes, les baptistes et les méthodistes. Les convertis dans les sectes non conformistes sont devenus membres de nombreux nouveaux mouvements religieux, qui ont tous été fondés par des laïcs au début du XIXe siècle et comprenaient les suivants :
- Le mouvement mormon (dont la plus grande branche est l'Église de Jésus-Christ des saints des derniers jours ), né vers 1828. Joseph Smith, Jr., vivait dans la région et déclara qu'il avait été conduit par l'ange Moroni pour recevoir le Livre de Mormon, qu'il aurait traduit à partir de plaques d'or gravées, près de Palmyra, New York.
- Les Millérites, apparus vers 1834. William Miller était un fermier qui vivait à Low Hampton dans l'état de New York . Il a prêché que la seconde venue littérale de Jésus-Christ aurait lieu le 22 octobre 1844." Le millerisme est devenu extrêmement populaire dans l'ouest de l'État de New York. Certains de ses concepts sont toujours soutenus par des organisations ecclésiastiques affiliées à l'adventisme, telles que les suivantes :
  - Adventistes
    - Adventistes du septième jour
- Les sœurs Fox de Hydesville, New York, ont dirigé les premières typtologies sur table dans la région vers 1848, menant au mouvement américain du spiritisme (centré dans la retraite à Lily Dale et dans la Plymouth Spiritualist Church à Rochester, New York), qui enseignait la communion avec les morts.
- Les Shakers étaient très actifs dans la région, établissant leur ferme communale dans le centre de New York en 1826 et un renouveau majeur en 1837. (La première colonie Shaker en Amérique, qui était également une ferme communale, a été établie en 1776 juste au nord d'Albany dans une région d'abord connue sous le nom de Niskayuna, puis Watervliet, aujourd'hui la ville de Colonie. La cheffe des shakers, Mother Ann Lee, est enterrée sur le site d'Albany[réf. nécessaire].)
- La Oneida Society était un grand groupe utopique qui a établi une communauté prospère dans le centre de New York, fondée en 1848; il s'est dissous en 1881. Il était connu pour son interprétation unique du mariage de groupe en vertu duquel les compagnons étaient jumelés par comité; les enfants de la communauté ont été élevés en commun.
- The Social Gospel, fondé par Washington Gladden alors qu'il vivait à proximité d'Owego, New York, pendant son enfance et son adolescence, vers 1832 à 1858. Gladden a été remplacé par Walter Rauschenbusch de Rochester, New York.
- Les Ebenezer Colonies, se faisant appeler les True Inspiration Congregations (en allemand : Wahre Inspirations-Gemeinden), se sont d'abord installés à New York près de Buffalo dans ce qui est aujourd'hui la ville de West Seneca. Cependant, à la recherche d'un environnement plus isolé, ils ont déménagé dans l'Iowa (près de l'actuelle ville d'Iowa) en 1856, devenant la colonie d'Amana.

En plus de l'activité religieuse, la région connue sous le nom de « quartier incendié » était connue pour son radicalisme social. L'Institut Oneida (1827–1843) était un foyer d'abolitionnisme et le premier collège du pays à admettre des étudiants noirs avec les mêmes conditions que des étudiants blancs. L'éphémère New-York Central College a été le premier collège à accepter à la fois des étudiants noirs et des femmes dès ses débuts et a également été le premier collège du pays à employer des professeurs afro-américains. Elizabeth Cady Stanton, la première féministe américaine, était une résidente de Seneca Falls dans le centre de New York au milieu des années 1800. Elle et d'autres membres de la communauté ont organisé la Convention de Seneca Falls consacrée au droit de vote des femmes et aux droits des femmes en 1848.
La région plus étendue était le principal vivier de convertis au mouvement socialiste utopique fouriériste, aux alentours de 1816. La communauté Skaneateles dans le centre de New York, fondée en 1843, était une telle expérience. La société Oneida était également considérée comme un groupe utopique. Lié à la réforme radicale, le nord de l'État de New York a fourni de nombreux membres des Hunter Patriots, dont certains se sont portés volontaires pour envahir le Canada pendant la guerre des Patriotes de décembre 1837 à décembre 1838.

## Localisation
Le district peut être largement décrit comme la zone de l'État de New York entre les Finger Lakes et le lac Érié,  et contient les comtés suivants :
- Allegany
- Cattaraugus
- Chautauqua
- Érié
- Genesee
- Livingston
- Madison
- Monroe
- Niagara
- Oneida
- Ontario
- Orleans
- Seneca
- Steuben
- Wayne
- Wyoming
- Yates